# Essential Mix
Essential Mix è la seconda compilation, pubblicata nel 2001, su etichetta Sire / London / Rhino / Ada, contenente brani mixati dall'artista anglo-irlandese Boy George, in veste di dee-jay, maggiormente noto come cantante solista e, prima ancora, come leader del gruppo britannico dei Culture Club. Il lavoro contiene 17 tracce mixate, senza soluzione di continuità, dallo stesso Boy George, tra cui una rivisitazione, in chiave funky, del celebre classico Girl From Ipanema, uno dei primi esempi di bossanova jazz, posto in apertura della track listing. L'album, vera e propria raccolta di gemme standard, due delle quali cantate dallo stesso Boy George, presenta poco più di 60 minuti di musica, genericamente ballabile e, come anticipa il titolo, essenzialmente dance.
Essential Mix è stato promosso da Boy George durante il suo primo tour da DJ negli Stati Uniti, simbolicamente inaugurato, nel tipico stile variamente allusivo dell'artista, il giorno di san Valentino, che l'ha visto realizzare una serie di serate da protagonista, in diversi club e discoteche del paese. Dopo le brutte esperienze con la droga, che l'avevano trascinato sul fondo, nel corso dei decenni precedenti, molti anglofoni ironizzarono sul fatto che George fosse passato «da un ago all'altro» (la parola "needle", nella lingua inglese, significa infatti sia «puntina del giradischi» che «ago di siringa»), nonostante lo stesso George avesse più volte dichiarato (ufficialmente, nella sua prima autobiografia, nel 1995) che non era quello il modo in cui era solito assumere gli stupefacenti in polvere di cui faceva uso.
In realtà, in un certo senso, si è trattato più di un ritorno alle radici: difatti, George aveva già lavorato come DJ, prima di entrare a far parte dei Culture Club, e la scena dance è sempre stata per lui quasi un'immersione nel liquido amniotico, tanto è intrisa la sua arte dell'eredità di questo tipo di musica, anche se il neo-DJ ha ammesso di non aver ritrovato nulla dello scenario che aveva lasciato al momento di diventare un cantante. In ogni caso, si è trattato di un salto nel buio meno pericoloso di quello che potrebbe sembrare, intrapreso sulle orme di Fat Boy Slim e Paul Oakenfold, che hanno contribuito a un precedente volume, nella serie degli «Essential Mix», pubblicata dalla Sire/London/Rhino. Tra l'altro, Oakenfold, uno dei DJ e remixers più famosi ed apprezzati del settore, negli ultimi anni, ha realizzato una serie di celebri remix per Boy George, o meglio, per Angela Dust, alter ego di George O'Dowd, all'interno del progetto anni novanta dei Jesus Loves You, in particolare quello relativo alla canzone più rivisitata dell'intera carriera dell'artista anglo-irlandese, nonché della storia della musica in generale, vale a dire il famoso inno dance "Generations of Love", con oltre 20 differenti versioni remixate, dopo la sua primissima pubblicazione nel 1990.
Esattamente secondo le aspettative, Boy George fa ampia mostra del suo gusto eclettico per il ritmo, coniugandolo, però, con un tocco personale di trasgressività, che, al contrario, risulta invece del tutto imprevedibile, in fatto di stile. Trascinando il pubblico in un interessante viaggio musical-culturale, il cui paesaggio sonoro trascende sia il moderno techno pop (fortemente percussivo, ma a tratti scialbo e privo di idee originali, arricchito qui da un sound altamente creativo e da un'ampia dose di melodia) sia il tempo stesso, Boy attraversa una linea temporale che va spedita per la sua strada, partendo dagli anni sessanta fino al XXI secolo, fermandosi ogni tanto a riassaporare un cocktail di anni settanta ed anni novanta, e facendo persino una breve incursione nei suoi amati anni ottanta (anche se rigorosamente in incognito).
Come sempre, l'artista non ha paura di alienarsi il pubblico, e snocciola, con la nonchalance di un esperto, repentini cambi di velocità, passando dal ragga o dalla diva house alla techno più estrema, aggiungendo persino la sua calda voce soul qua e là, a fare da energico filo conduttore e a mantenere elevata un'energia di per sé già costantemente alta. Com'è ovvio che sia, visti i problemi di distribuzione incontrati in precedenza (anche con il progetto maggiore dei Jesus Loves You), DJ George presenta diversi artisti appartenenti alla propria etichetta, la More Protein, come Kinky Roland (già autore di remix per il cantante, e produttore dell'attuale progetto in incognito di quest'ultimo, noto come The Twin), che contribuisce alla compilation con un irresistibile numero retro-disco, "Born Funky". Kinky Roland firma, tra l'altro, anche il contributo di Amanda Ghost, di cui realizza, assieme a George, il «Trancesexual Mix», accreditato ad entrambi, di "Filthy Mind". Con la Ghost, ampiamente nominata nella sua seconda autobiografia, del 2002, Boy George ha realizzato anche una delle sue ultime produzioni, il duetto intitolato "Time Machine", che ha ricevuto critiche molto positive, e che è possibile ascoltare sulla pagina che il cantante scrive personalmente su MySpace. 
Il mix di Boy sembra voler ricreare uno spostamento continuo, all'interno di un locale multisala, dove si passa dal tema di una pista da ballo all'altro, che si tratti di un inno rave ("Let Me Be Your Fantasy") o di un'eterea ed ipnotica trance chillout ("Spreading the Light", con lo stesso Boy George che canta sotto lo pseudonimo di «The Colein»). Persino i risorti Culture Club fanno la loro comparsa (rappresentando quasi la stessa "digressione culturale" che si cela dietro il nome fittizio, «Cultural Digression», appunto, scelto proprio per nasconderne l'identità, estranea al concept del disco, ed integrarli così all'interno del progetto), con "See Thru", tratta dall'album della riunione della band, Don't Mind If I Do, del 1999, in cui l'inconfondibile vocalità del cantante riesce a rendere "sexy" il suo ritmo preferito, il two-step.
Boy George ha dichiarato di pensare al suo personalissimo mix come al tipo di musica che si potrebbe ascoltare, mentre ci si prepara per andare al party, anche se, una volta messo su il disco, è la festa stessa che sembra venire incontro all'ascoltatore, e non sorprende, quindi, che l'illustre stilista Versace abbia scelto il talento del neo-DJ, per creare la colonna sonora adatta in molte delle sue più recenti sfilate di moda, a Milano, né che numerose riviste del settore musicale (tra cui la ben nota Rolling Stone) abbiano scritto recensioni per lo più entusiaste riguardo alla compilation, sottolineandone soprattutto il buon gusto mostrato dall'artista, che avrebbe notevolmente compensato un'evidente mancanza di tecnica, essendo il Boy sì esperto cantante e navigato compositore, ma relativamente un novellino come Boy-DJ (la prima compilation, intitolata Galaxy Mix, risale infatti ad appena tre anni prima, nel 1999, quando la riunione del suo gruppo storico aveva senza dubbio la precedenza sopra ogni altra cosa e, d'altronde, è risaputo che George ha declinato l'invito a riunirsi nuovamente alla band, nel 2006, proprio per la priorità attribuita ai suoi impegni come dee-jay).

## Tracce
1. Girl From Ipanema – (4:04) – Boogie Macs
2. I Warned You Baby – (4:03) – Aldo Vanucci
3. See Thru (MPcs Mix) – (2:34) – Cultural Diversion (alias Culture Club)
4. Call It Fate – (3:48) – Richie Dan
5. Let Me Be Your Fantasy – (5:40) – Baby D vs. Trick Or Treat
6. Born Funky – (4:26) – Kinky Roland
7. Watcha Gonna Do (Draumatic Mix) – (3:49) – Shauna Solomon
8. Take My Hand – (3:08) – Tutto Matto vs. Different Gear
9. Everybody Jump – (3:07) – Vzions
10. Future Sound of Retro – (2:27) – Lee Combs
11. Some Say She's Retro – (3:40) – Dark Globe
12. Drop & Hope – (4:48) – The Armadillos
13. Spreading The Light – (5:33) – The Colein (alias Boy George)
14. Filthy Mind (Boy George/Kinky Roland Trancesexual Mix) – (3:34) – Amanda Ghost
15. Volume 1 – (2:50) – Bassdubs
16. Thrust 2 – (3:26) – Oscar Goldman
17. Second Coming – (4:00) – Wavehead

## Credits
- Boy George: DJ
- Olaf Heine: fotografia

## Dettagli pubblicazione
| Paese     | Data | Etichetta                  | Formato | N° Catalogo  |
| Australia | 2001 | Sire Records Australia/Ada | CD      | 4344 31147 2 |